# 에스타디오 누에보 미라도르
에스타디오 누에보 미라도르(스페인어: Estadio Nuevo Mirador)는 스페인 안달루시아주 카디스도 알헤시라스에 위치한 시립 경기장이다. 축구단 알헤시라스 CF의 홈구장으로 이용되고 있다.